# 下池田村
下池田村（しもいけだむら）は福井県今立郡にあった村。現在の池田町の北東部にあたる。

## 地理
- 山岳 ： 部子山
- 河川 ： 足羽川

## 歴史
- 1889年（明治22年）4月1日 - 町村制の施行により、松ヶ谷村、小畑村、下荒谷村、尾緩村、大本村、東青村、西青村、稗田村、籠掛村、蒲沢村、莇生谷村、金見谷村及び千代谷村の区域をもって、下池田村が発足する。
- 1955年（昭和30年）3月1日 - 上池田村及び下池田村が合併して、池田村が発足する。